# Koźlarz czerwony

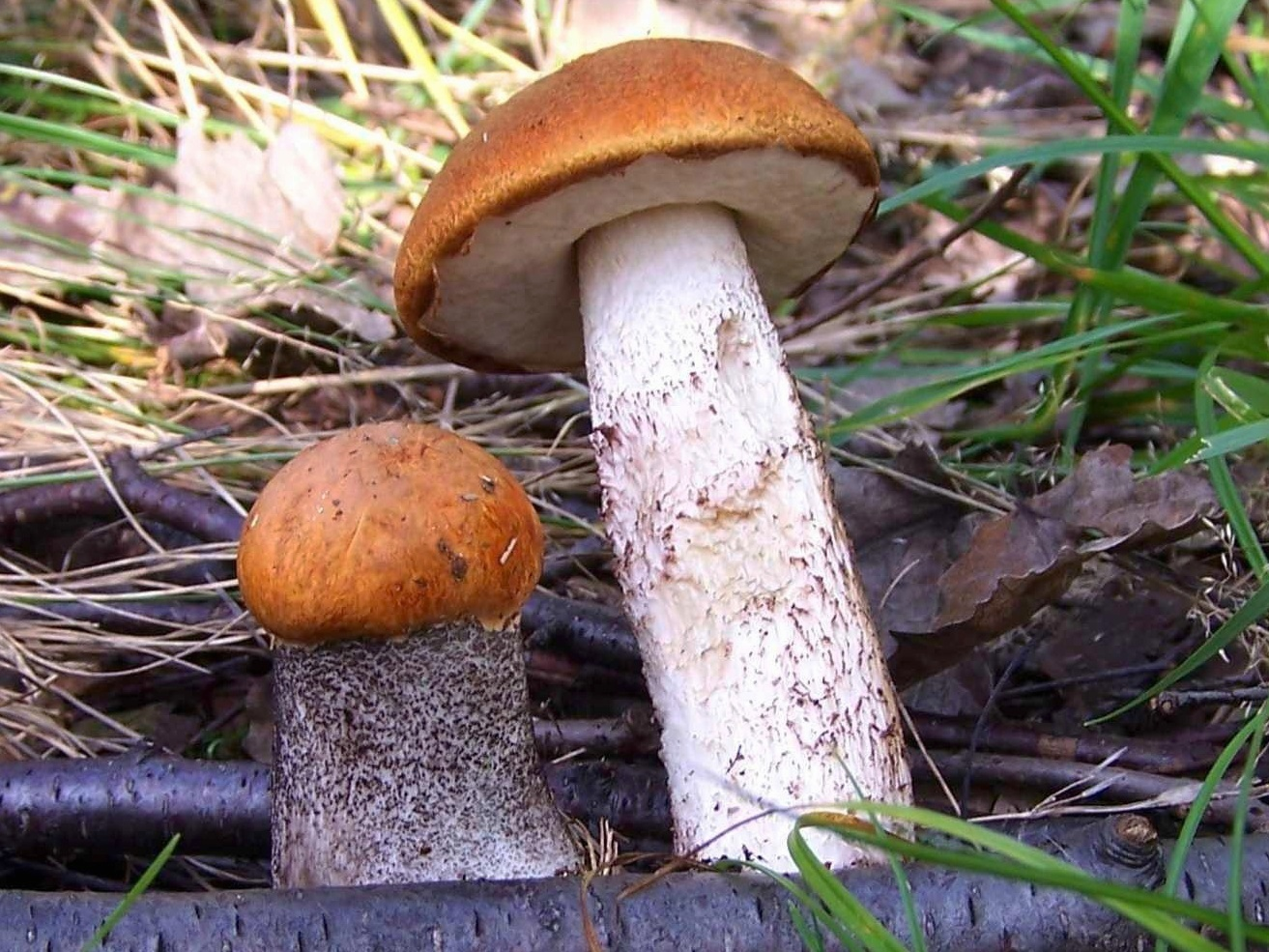

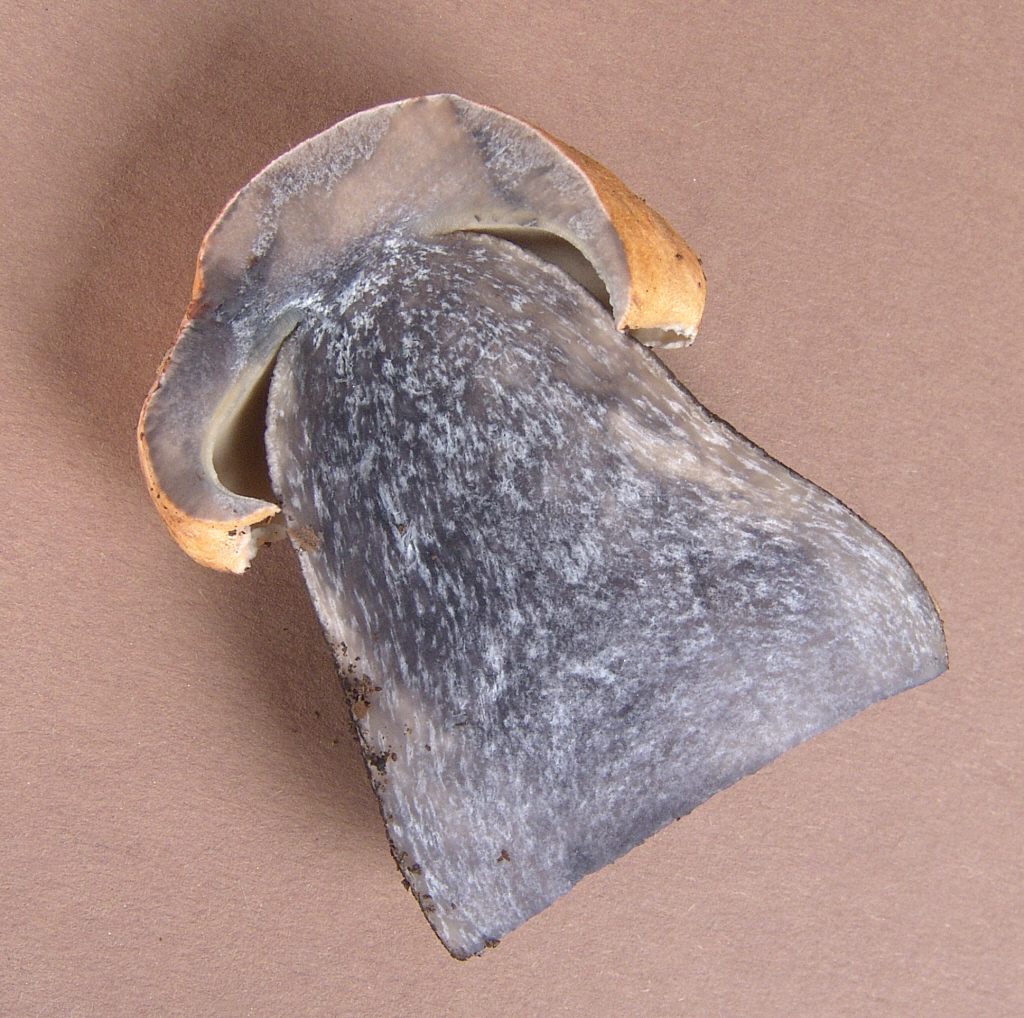
Po przekrojeniu miąższ koźlarza czerwonego sinieje

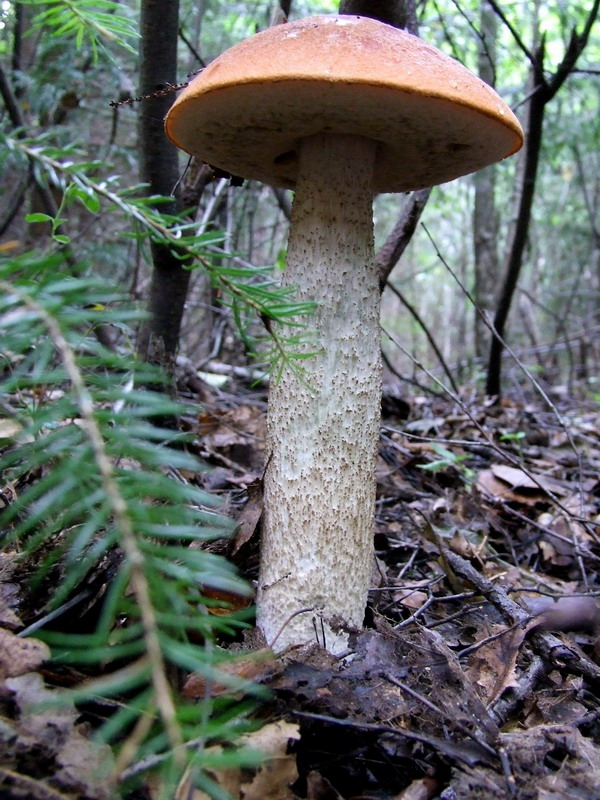

Koźlarz czerwony (Leccinum aurantiacum (Bull.) Gray) – gatunek grzybów z rodziny borowikowatych (Boletaceae).

## Systematyka i nazewnictwo
Pozycja w klasyfikacji według Index Fungorum: Leccinum, Boletaceae, Boletales, Agaricomycetidae, Agaricomycetes, Agaricomycotina, Basidiomycota, Fungi.
Po raz pierwszy takson ten zdiagnozował w 1791 r. Jean Baptiste François Pierre Bulliard nadając mu nazwę Boletus aurantiacus. Obecną, uznaną przez Index Fungorum nazwę nadał mu w 1821 r. Samuel Frederick Gray, przenosząc go do rodzaju Leccinum.
Synonimów naukowych ma ok. 60. Niektóre z nich:

- Boletus aurantiacus Bull. 1791
- Boletus aurantiacus var. rufus (Schaeff.) Mérat 1821
- Boletus aurantius var. rufus Pers. 1801
- Boletus quercinus (Pilát) Hlaváček 1990
- Boletus rufus Schaeff. 1763
- Boletus salicola (Watling) Hlaváček 1988
- Boletus scaber var. aurantiacus (Bull.) Opat. 1836
- Boletus versipellis var. aurantiacus (Bull.) Vassilkov 1948
- Krombholzia aurantiaca (Roques ex Bull.) E.J. Gilbert
- Krombholzia aurantiaca subsp. rufa (Schaeff.) Maire 1933
- Krombholziella aurantiaca (Bull.) Maire 1937
- Krombholziella quercina (Pilát) Šutara 1982
- Krombholziella rufa Schaeff. ex Alessio 1985
- Krombholziella salicola (Watling) Šutara 1982
- Leccinum aurantiacum var. quercinum Pilát 1961
- Leccinum aurantiacum var. quercinum Pilát 1959
- Leccinum populinum M. Korhonen 1995
- Leccinum quercinum (Pilát) E.E. Green & Watling 1969
- Leccinum rufum (Schaeff.) Kreisel 1984
- Leccinum rufum (Schaeff.) Kreisel in Michael
- Leccinum salicola Watling 1971
- Trachypus aurantiacus (Bull.) Romagn. 1939

Nazwę polską podał Feliks Berdau w 1876 r. W polskim piśmiennictwie mykologicznym gatunek ten opisywany był też przez S. Domańskiego pod nazwą kozak czerwony. Ma wiele regionalnych nazw, m.in.: czerwony grzyb, czerwonogłówka, czerwony łebiec, kraśniak, osak, osowiak, osiczak, osiniak, podosiniak, podosinnik, podosowik, trzepietak, panek.

## Morfologia
Kapelusz
Średnica 3–15 cm. Za młodu jest kulisty, potem półkulisty, na końcu staje się nisko łukowaty. Kolor pomarańczowoczerwony, czerwonopomarańczowy, ciemno lub ceglastoczerwony. Brzeg kapelusza cienki, skórka na obwodzie starszych okazów zwykle zwisa poza rurki w postaci cienkiej błonki.
Rurki
Siwawe o oliwkowym odcieniu. Pory okrągłe, drobne, początkowo białe, potem siwawochrowe, na koniec oliwkowe.
Trzon
O wysokości 5–18 cm, cylindryczny, pełny, dołem szerszy. Jest białawy i pokryty za młodu białawymi, później pomarańczowoczerwonymi łuskami. Pod kapeluszem łuski długo pozostają białe.
Miąższ
Gruby, twardy, soczysty, biały, po przekrojeniu ciemniejący. Smak nieznaczny, łagodny, zapach niewyraźny. U starszych okazów miąższ w trzonie staje się łykowaty, natomiast w kapeluszu bardziej miękki i wodnisty.
Wysyp zarodników
Brązowy lub oliwkowobrązowy. Zarodniki o średnicy 13-17 × 4-5 µm, gładkie, żółtobrązowawe.
Gatunki podobne
Bardzo podobny jest koźlarz pomarańczowożółty (Leccinum versipelle). Jest jaśniejszy i rośnie pod brzozami. Najłatwiej odróżnić go po czarnych łuseczkach na trzonie. Koźlarz sosnowy (Leccinum vulpinum) rośnie tylko pod sosnami, koźlarz świerkowy (Leccinum piceinum) tylko pod świerkami.

## Występowanie i siedlisko
Najliczniejsze stanowiska tego grzyba znane są w Ameryce Północnej i Europie, ale występuje także w Ameryce Środkowej i Japonii. W Europie Środkowej jest szeroko rozprzestrzeniony, ale występuje nierównomiernie; w niektórych regionach jest dość częsty, w innych rzadki. W Polsce jest dość częsty, znajduje się natomiast na czerwonych listach gatunków zagrożonych w Niemczech i Holandii.
Występuje w lasach i zaroślach, wyłącznie pod topolą osiką. Owocniki wytwarza od czerwca do października.

## Znaczenie
Naziemny grzyb mikoryzowy. Grzyb jadalny: smaczny, nadaje się zwłaszcza do duszenia, a także do suszenia. Podczas gotowania czernieje. Dodatek kwasu (np. octu) zapobiega czernieniu, stąd też koźlarz czerwony marynowany w occie zachowuje naturalne kolory.